# 安妮·明特
安妮·明特（英語：Anne Minter，1963年4月3日—），澳大利亚女子网球运动员。她曾代表澳大利亚参加1988年夏季奥林匹克运动会网球比赛，在女子单打第二轮遭苏联选手淘汰。